# Marcel Mauss
Marcel Mauss (Épinal, 10 mei 1872 -  Parijs, 1 februari 1950) was een belangrijke Franse etnoloog. Hij was een neef van Émile Durkheim, maar was in veel sterkere mate empirisch georiënteerd dan de laatste. Mauss trachtte sociale feiten in hun totaliteit te zien en te begrijpen. Hij benoemde dit met de uitdrukking fait social total. Mauss koos ervoor om het menselijk wezen te begrijpen in het licht van diens concrete werkelijkheid, dat wil zeggen vanuit het drievoudige gezichtspunt van fysiologie, psychologie en sociologie.
Zijn Essai sur le don (de gift) gaat onder andere over het verschijnsel ruilen in archaïsche samenlevingen. In die context is ruilen in alle opzichten een maatschappelijke activiteit, een tegelijkertijd economisch, juridisch, moreel, esthetisch, religieus, mythologisch en socio-morfologisch fenomeen. Dit overstijgt vergaand het mensbeeld van de rationele Homo oeconomicus en de economie. Hij onderzocht het geven van geschenk in andere culturen: potlatch enerzijds en hau anderzijds. Dit laatste is het geloof in een kracht die vrijkomt bij het uitwisselen van geschenken. De term 'Hau' werd gebruikt door de Maori en bestudeerd door Tamati Ranapiri.    
Marcel Mauss doceerde aan de École pratique des hautes études en werd later hoogleraar aan het Collège de France. Samen met zijn leermeester Émile Durkheim richtte Mauss het tijdschrift L'Année Sociologique op. In 1925 stichtte hij samen met Paul Rivert het Institut d'Ethnologie in Parijs. 
Een van de leerlingen van Mauss was Jean Rouch.
Ondanks zijn empirische instelling behoorde Mauss tot het gilde der studeerkamer-etnologen en heeft nimmer tussen echte mensen in verre streken veldwerk verricht, in tegenstelling tot bijvoorbeeld Bronisław Malinowski.